# 미래자영업당
미래자영업당은 대한민국의 정당이다.

## 개요
오어사 주지, 불국사 부주지, 대한불교조계종 부의장을 역임한 이대마(본명 이재열) 스님이 2012년에 실시된 제19대 총선을 앞두고 창당한 불교정도화합 통일연합당이 전신이다. 불교정도화합 통일연합당은 제19대 총선에서 득표율 0.16%를 기록하면서 원내 입성에 실패했고, 중앙선거관리위원회의 정당 등록 취소 결정에 따라 해산되었다.
2012년 12월 11일에 이대마 스님에 의해 '그린불교연합당'이라는 이름으로 재창당하였다. 2016년에 실시된 제20대 국회의원 선거에 참가했으나, 비례대표 득표율 0.13%를 기록하면서 원내 입성에 실패했다. 2020년 3월 2일에 '불교연합당'으로 명칭이 변경된 것을 거쳐, 같은 해 3월 25일자로 '미래자영업당'으로 변경되었고, 대표도 다른 사람으로 변경되었다. 그러나 2016년에 실시된 제20대 국회의원 선거 이래로 선거에 참가하지 않았고, 결국 2020년 4월 14일에 중앙선거관리위원회의 정당 등록 취소 결정에 따라 해산되었다.